# Mistrzostwa WAFF w Piłce Nożnej Kobiet 2024
Mistrzostwa WAFF w Piłce Nożnej Kobiet 2024 – ósmy turniej Mistrzostw WAFF w Piłce Nożnej Kobiet. Wydarzenie to po raz pierwszy rozgrywane było w Arabii Saudyjskiej. Rozpoczęło się ono 19 lutego, a zakończyło 29 lutego 2024 roku.

## Zespoły
W turnieju wystąpiło 8 reprezentacji narodowych.
| Reprezentacja    | Ostatni występ | Najlepszy wynik                            | Wynik        |
| ---------------- | -------------- | ------------------------------------------ | ------------ |
| Arabia Saudyjska | debiutantki    | debiutantki                                | Faza grupowa |
| Guam             | debiutantki    | debiutantki                                | Faza grupowa |
| Irak             | 2011           | Faza Grupowa (2011)                        | Faza grupowa |
| Jordania         | 2022           | Mistrzostwo (2005, 2007, 2014, 2019, 2022) | Mistrz       |
| Liban            | 2022           | II miejsce (2022)                          | Półfinał     |
| Nepal            | debiutantki    | debiutantki                                | II miejsce   |
| Palestyna        | 2022           | II miejsce (2014)                          | Półfinał     |
| Syria            | 2022           | III miejsce (2005, 2022)                   | Faza grupowa |

## Miasta i stadiony
Dwa stadiony w jednym mieście w stanach są gospodarzami turnieju.
| Dżudda | Dżudda                                 |
| ------ | -------------------------------------- |
| Dżudda | Annex of the King Abdullah Sports City |
| Dżudda | Pojemność: 10 000                      |
| Dżudda |                                        |
| Dżudda | Dżudda                                 |
| Dżudda | Stadion Księcia Abdullaha al-Fajsala   |
| Dżudda | Pojemność: 27 000                      |
| Dżudda |                                        |

## Faza grupowa
Na podstawie:
Legenda
|  | Awans do fazy pucharowej. |
|  | Odpadnięcie z turnieju.   |

Gdy dwie lub więcej drużyn zakończy fazę grupową z taką samą liczbą punktów, o kolejności w tabeli decyduje:
1. bilans bramkowy
2. liczba goli zdobytych w fazie grupowej;
3. punkty zdobyte w meczach pomiędzy danymi drużynami;
4. różnica bramek w meczach pomiędzy danymi drużynami;
5. zdobyte bramki w meczach pomiędzy danymi drużynami;
6. klasyfikacja fair play;
7. losowanie.

Pogrubieniem oznaczono drużyny, które wywalczyły awans do półfinału.

### Grupa A
| Lp. | Drużyna          | M | Mecze | Mecze | Mecze | Bramki | Bramki | Bramki | Pkt |
| Lp. | Drużyna          | M | W     | R     | P     | +      | −      | +/−    | Pkt |
| --- | ---------------- | - | ----- | ----- | ----- | ------ | ------ | ------ | --- |
| 1.  | Jordania         | 3 | 3     | 0     | 0     | 8      | 1      | +7     | 9   |
| 2.  | Liban            | 3 | 2     | 0     | 1     | 7      | 7      | 0      | 6   |
| 3.  | Guam             | 3 | 1     | 0     | 2     | 5      | 7      | −2     | 3   |
| 4.  | Arabia Saudyjska | 3 | 0     | 0     | 3     | 3      | 8      | −5     | 0   |

| 19 lutego 2024 15:00 CET | Guam · Bartosh 8', 17' · Anaya 84' | 3:4(2:0)Raport | Liban · 48', 88', 90+3' Iskandar · 74' Maalouf | Annex of the King Abdullah Sports City, Dżudda Widzów: 200 Sędzia: Khuloud Al Zaabi |
|                          |                                    |                |                                                |                                                                                     |

| 19 lutego 2024 18:00 CET | Arabia Saudyjska · Mohammed 34' | 1:3(1:1)Raport | Jordania · 26' Sweilem · 62' Jbarah · 73' (k) Al-Majali | Annex of the King Abdullah Sports City, Dżudda Widzów: 900 Sędzia: Mohamed Juma |
|                          |                                 |                |                                                         |                                                                                 |

| 21 lutego 2024 15:00 CET | Jordania · Jbarah 42', 65' · Pedemonte 79' (sam.) | 3:0(1:0)Raport | Guam | Annex of the King Abdullah Sports City, Dżudda Widzów: 300 Sędzia: Ahmed Saad |
|                          |                                                   |                |      |                                                                               |

| 21 lutego 2024 18:00 CET | Liban · Maalouf 3' · Saud 8' (sam.) · Salha 38' | 3:2(3:0)Raport | Arabia Saudyjska · 61' Abdulrazak · 81' Tawfiq | Annex of the King Abdullah Sports City, Dżudda Widzów: 700 Sędzia: Ahmed Gatea |
|                          |                                                 |                |                                                |                                                                                |

| 23 lutego 2024 15:00 CET | Liban | 0:2(0:0)Raport | Jordania · 65' Hazem · 80' Feras | Annex of the King Abdullah Sports City, Dżudda Widzów: 500 Sędzia: Muath Owfi |
|                          |       |                |                                  |                                                                               |

| 23 lutego 2024 18:00 CET | Arabia Saudyjska | 0:2(0:2)Raport | Guam · 21', 41' Anaya | Annex of the King Abdullah Sports City, Dżudda Widzów: 500 Sędzia: Alesar Baddour |
|                          |                  |                |                       |                                                                                   |

### Grupa B
| Lp. | Drużyna   | M | Mecze | Mecze | Mecze | Bramki | Bramki | Bramki | Pkt |
| Lp. | Drużyna   | M | W     | R     | P     | +      | −      | +/−    | Pkt |
| --- | --------- | - | ----- | ----- | ----- | ------ | ------ | ------ | --- |
| 1.  | Nepal     | 3 | 3     | 0     | 0     | 13     | 1      | +12    | 9   |
| 2.  | Palestyna | 3 | 2     | 0     | 1     | 4      | 4      | 0      | 6   |
| 3.  | Syria     | 3 | 1     | 0     | 2     | 4      | 5      | −1     | 3   |
| 4.  | Irak      | 3 | 0     | 0     | 3     | 0      | 11     | −11    | 0   |

| 20 lutego 2024 15:00 CET | Nepal · Karki 9' · Basnet 12' · Bhandari 18' · Poudel 68' | 4:1(3:1)Raport | Syria · 43' Mustafa | Annex of the King Abdullah Sports City, Dżudda Widzów: 500 Sędzia: Doumouh Al Bakkar |
|                          |                                                           |                |                     |                                                                                      |

| 20 lutego 2024 18:00 CET | Palestyna · Youssef 63' (k), 64' · Abed 68' | 3:0(0:0)Raport | Irak | Annex of the King Abdullah Sports City, Dżudda Widzów: 300 Sędzia: Esraa Al-Mbaiden |
|                          |                                             |                |      |                                                                                     |

| 22 lutego 2024 15:00 CET | Irak | 0:5(0:4)Raport | Nepal · 13', 15', 36', 44', 80' Bhandari | Annex of the King Abdullah Sports City, Dżudda Widzów: 700 Sędzia: Haneen Murad |
|                          |      |                |                                          |                                                                                 |

| 22 lutego 2024 18:00 CET | Syria | 0:1(0:0)Raport | Palestyna · 87' Qassis | Annex of the King Abdullah Sports City, Dżudda Widzów: 100 Sędzia: Khuloud Al-Zaabi |
|                          |       |                |                        |                                                                                     |

| 24 lutego 2024 15:00 CET | Syria · Elias 38' · Mustafa 49' · Khwandi 80' | 3:0(1:0)Raport | Irak | Annex of the King Abdullah Sports City, Dżudda Widzów: 100 Sędzia: Doumouh Al Bakkar |
|                          |                                               |                |      |                                                                                      |

| 24 lutego 2024 18:00 CET | Palestyna | 0:4(0:1)Raport | Nepal · 45+6', 79' Bhandari · 61' Poudel · 90+7' (k) Rana | Annex of the King Abdullah Sports City, Dżudda Widzów: 900 Sędzia: Ahmed Saad |
|                          |           |                |                                                           |                                                                               |

## Faza pucharowa
|  |                   |           |          |                   |      |          |          |       |
|  | Półfinał          | Półfinał  | Półfinał |                   |      | Finał    | Finał    | Finał |
|  | Półfinał          | Półfinał  | Półfinał |                   |      | Finał    | Finał    | Finał |
|  | 27 lutego, Dżudda |           |          |                   |      |          |          |       |
|  |                   |           |          |                   |      |          |          |       |
|  | Jordania          | Jordania  | 5        |                   |      |          |          |       |
|  | Jordania          | Jordania  | 5        | 29 lutego, Dżudda |      |          |          |       |
|  | Palestyna         | Palestyna | 0        |                   |      |          |          |       |
|  | Palestyna         | Palestyna | 0        |                   |      | Jordania | Jordania | 2(5)  |
|  | 27 lutego, Dżudda |           |          |                   |      | Jordania | Jordania | 2(5)  |
|  |                   |           | Nepal    | Nepal             | 2(3) |          |          |       |
|  | Nepal             | Nepal     | Nepal    | Nepal             | 2(3) | 2        |          |       |
|  | Nepal             | Nepal     |          |                   |      |          |          |       |
|  | Liban             | Liban     | 1        |                   |      |          |          |       |
|  | Liban             | Liban     | 1        |                   |      |          |          |       |

### Półfinały
| 27 lutego 2024 15:00 CET | Jordania · Jbarah 28', 83' · Feras 35' · Abu-Sabbah 59' · Al-Jamaeen 87' (k) | 5:0(2:0)Raport | Palestyna | Stadion Księcia Abdullaha al-Fajsala, Dżudda Widzów: 200 Sędzia: Ahmed Gatea |
|                          |                                                                              |                |           |                                                                              |

| 27 lutego 2024 18:00 CET | Nepal · Bhandari 76' · Shahi 90+5' | 2:1(0:1)Raport | Liban · 38' (sam.) Rana | Stadion Księcia Abdullaha al-Fajsala, Dżudda Widzów: 2 000 Sędzia: Ahmed Saad |
|                          |                                    |                |                         |                                                                               |

### Finał
| 29 lutego 2024 15:00 CET                         | Jordania · Feras 74' · Abu-Sabbah 89' | 2:2 k. 5:3(0:1)Raport                 | Nepal · 28' Magar · 90+3' Rana | Stadion Księcia Abdullaha al-Fajsala, Dżudda |
|                                                  |                                       |                                       |                                |                                              |
|                                                  |                                       | Rzuty karne                           |                                |                                              |
| Al-Majali · Jbarah · Zoqash · Abu-Sabbah · Fraij |                                       | Rana · Shahi · Kumari Bhujel · Jaishi |                                |                                              |

JORDANIA

 SZÓSTY TYTUŁ

## Strzelcy

### 9 goli
- Sabitra Bhandari

### 5 goli
- Maysa Jbarah

### 3 gole
- Mariah Anaya
- Lana Feras
- Lili Iskandar

### 2 gole
- Rebecca Bartosh
- Sarah Abu-Sabbah
- Christy Maalouf
- Rekha Poudel
- Gita Rana
- Nour Youssef
- Nor Mustafa

### 1 gol
- Lana Abdulrazak
- Leen Mohammed
- Seba Tawfiq
- Enas Al-Jamaeen
- Ayah Al-Majali
- Zaina Hazem
- Mai Sweilem
- Syntia Salha
- Anita Basnet
- Amisha Karki
- Sabita Magar
- Dipa Shahi
- Aya Abed
- Miral Qassis
- Maria Elias
- Razan Khwandi

### Gole samobójcze
- Nouf Saud (dla  Libanu)
- Aida Pedemonte (dla  Jordanii)
- Puja Rana (dla  Libanu)

## Klasyfikacja końcowa
| Miejsce                        | Reprezentacja    | Punkty | Bramki +/− | Bramki zdobyte |
| ------------------------------ | ---------------- | ------ | ---------- | -------------- |
| Strefa medalowa                |                  |        |            |                |
| złoto                          | Jordania         | 15     | +12        | 15             |
| srebro                         | Nepal            | 12     | +13        | 17             |
| brąz                           | Liban            | 6      | -1         | 8              |
| brąz                           | Palestyna        | 6      | -5         | 4              |
| Wyeliminowane w fazie grupowej |                  |        |            |                |
| 5.                             | Syria            | 3      | -1         | 4              |
| 6.                             | Guam             | 3      | -2         | 5              |
| 7.                             | Arabia Saudyjska | 0      | -5         | 3              |
| 8.                             | Irak             | 0      | -11        | 0              |